# Strandwal
Strandwal ist ein Musikalbum der Formation From Wolves to Whales. Die 2017 im Veranstaltungsort De Pletterij in Haarlem entstandenen Aufnahmen erschienen im August 2019 auf Dave Rempis’ Label Aerophonic Records.

## Hintergrund
Das zweite Album der Gruppe From Wolves to Whales ist ein Konzertmitschnitt von einer Europatournee, die der Trompeter Nate Wooley mit dem Saxophonisten Dave Rempis, dem Bassisten Pascal Niggenkemper und dem Schlagzeuger Chris Corsano im Herbst 2017 unternahm.
Ebenfalls 2019 erschien von der Gruppe From Wolves to Whales das Album Dead Leaves Drop als Mitschnitt von einem weiteren Konzert der Europatournee 2017 in Antwerpen.

## Titelliste
- From Wolves to Whales: Strandwal (Aerophonic Records 023)[2]

1. Hook and Cod 29:16
2. IJ 9:50
3. Spaarne 28:41
4. For Kenau 12:49

Die Kompositionen stammen von Nate Wooley, Dave Rempis, Pascal Niggenkemper und Chris Corsano.

## Rezeption

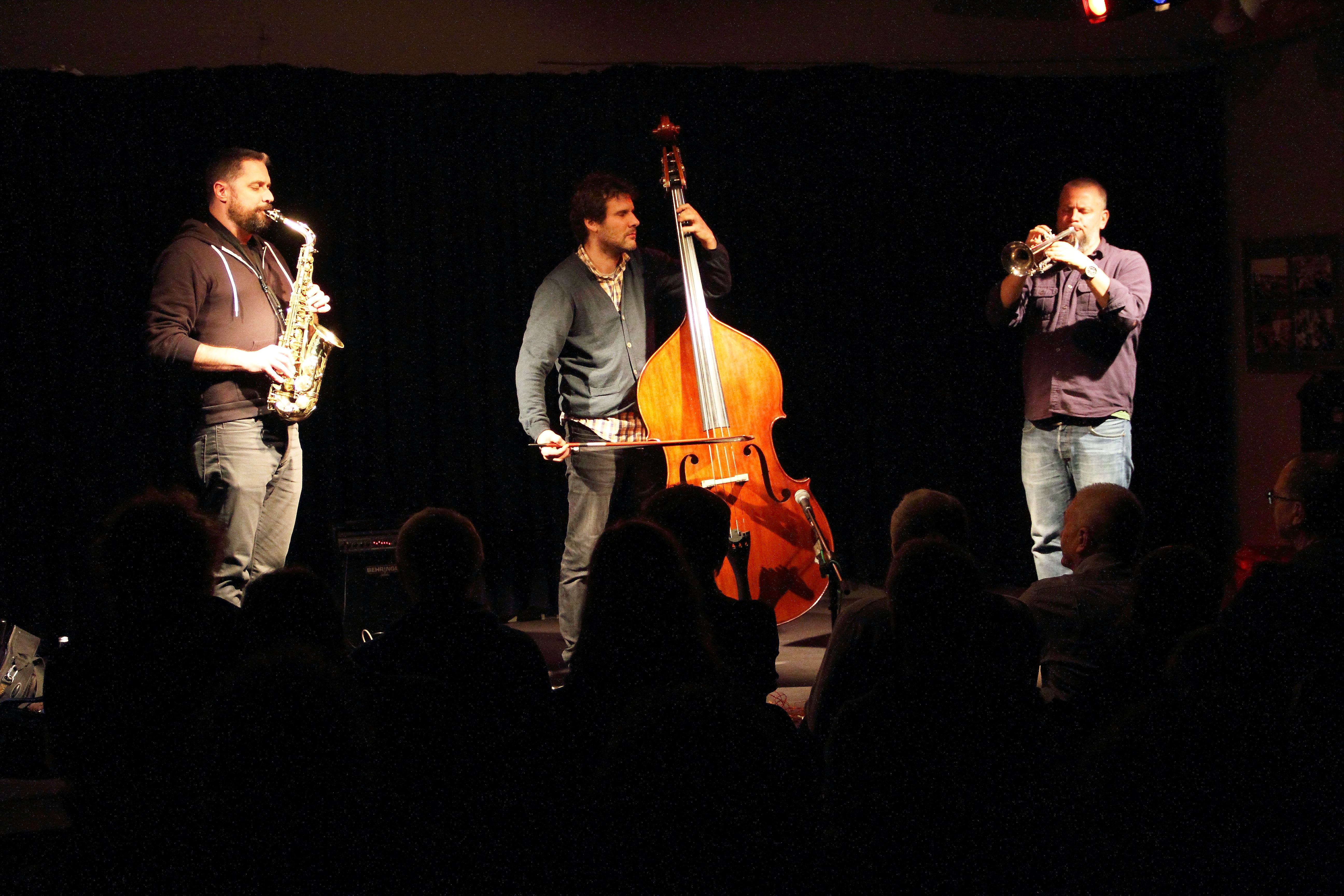
Nate Wooley (Trompete), Dave Rempis (Saxophon) und Pascal Niggenkemper (Bass) 2017 beim Konzert im Club W71, Weikersheim

Nach Ansicht von Mark Corroto, der das Album in All About Jazz rezensierte, würde die Musik den Eindruck von Ornette Colemans Quartett aus den frühen 1960er-Jahren hervorrufen, Vorstellungen zwar, aber nicht unbedingt den Ton von Coleman, Don Cherry, Charlie Haden und Ed Blackwell. Dies sei kein Déjà-vu und auch nicht das letzte Jahrhundert, stattdessen aber die Begegnung mit Musikern, die den Geist von Ornette am Leben erhalten würden. Experimentierfreudigkeit, Fantasie, Gruppeninteraktion und eine gewisse Dynamik seien die Markenzeichen dieser kreativen Gruppe. Die Anspielungen auf Ornette Coleman würden überall aufflammen, insbesondere auf CD zwei, wo Wooley und Rempis mit „Spaarne“ ein Blues-Langweiler-Stück erzeugten, das schließlich Niggenkempers Streichbass-Solo und dann Wooleys überzogenen und verschmierten Trompetendiskurs weiche. Der letzte Titel, „For Kenau“, fasse die Mission des Quartetts zusammen; es beschreite einen Pfad ausgedehnter Emotionen durch lange, feierliche Töne und Soli und ende „mit völlig verbrauchtem Treibstoff“.
From Wolves to Whales würde sich stark durch diese äußerst einheitliche rhythmische Basis auszeichnen, die das Klima des Ensembles wirklich definiere, auch wenn die Richtungen gemeinsam gewählt werden, schrieb Franpi Barriaux (Citizen Jazz). Was bei diesem wunderschönen Album zähle, sei der wilde und raue Aspekt, der von ihm ausgehe, nicht aus einer grimmigen oder bedrohlichen Perspektive, sondern freier und grimmiger. „IJ“ sei in dieser Hinsicht ein großartiges Beispiel kollektiver Improvisation, die vom Knacken der Saite bis zum Gurgeln durch das Mundstück reiche. Nach einem verstohlenen Anfang gewinne der Klang immer mehr an Schwung, während der Bogen eine embryonale Melodie einfange. Corsanos Kartätsche würde schließlich den Rest erledigen, als wollte er alle in Alarmbereitschaft versetzen. „Wale und Wölfe sind Herren ihrer Umgebung, aber auch Tiere, die vom Wahnsinn der Menschen gejagt werden und bereit sind,“ im Lärm davonzulaufen. Das langsame und eindringliche Ostinato der Trompete rufe sogar etwas hervor, das einem Notschrei ähneln könnte. Oder Misstrauen. Dieses Ensemble verkörpere diesen Naturzustand wunderbar und mit großer Fluidität.
Der Konzertmitschnitt zeige die großartige Form des Quartetts, das in der Lage sei, sich mit absoluter Beweglichkeit, ausdrucksstarkem Zusammenhalt und einheitlicher Absicht auszudrücken, schrieb Giuseppe Segala (All About Jazz). Trotz der Länge der beiden ausgedehnten Episoden und der vollständig auf Improvisation basierenden Struktur komme es weder zu einer übertriebenen Ausdehnung solistischer Interventionen oder Episoden mit Totzeiten. Alles geschehe mit äußerster Konzentration, Abwechslung, Bewusstsein für eine Form, die gemeinsam geschaffen und verändert werde. Die Harmonie sei absolut. Mehr hätte man von diesen Giganten der Improvisation nicht erwarten können.